# 魔神少女 -Chronicle 2D ACT-
『魔神少女 -Chronicle 2D ACT-』（まじんしょうじょ クロニクルツーディーアクト、英題：The Legend of Dark Witch）は、同人サークルのINSIDE SYSTEMが開発したアクションゲーム。

## 概要
INSIDE SYSTEMは同人作品『東方Project』の二次創作ゲームを主に手掛けてきたが、本作はオリジナル作品で、同サークルにとって初の家庭用ゲーム機向けソフトとなる。物語では、人間たちが依存する魔法の鉱石「シェガー」が国中から消失した事件の発生を受けて魔の力の管理者である魔神の少女・ジズーが地上に降り立ち、事情を知り得る者を捜索する冒険を繰り広げる。
グラフィックはドット絵で描かれ、プレイする各ステージの視点はサイドビューで表示される。敵を攻撃する際には通常のショットのほか『ロックマン』シリーズのように倒したボスキャラクターから得た特殊能力も使用でき、各種能力のアップ時には『グラディウス』シリーズのパワーメーターに類似したシステムを用いる。
本作は後にシリーズ化し、続編のほか『ブレイブダンジョン』シリーズなどのスピンオフ作品も制作されている。
2020年4月24日、『魔神少女』シリーズと世界観を共有するバーチャルYouTuberプロジェクト「ビータスクリエイション」がINSIDE SYSTEMによって発足された。

## システム
ゲーム開始時に複数のステージの中から一つを選び、ステージの最後にいるボスを倒すとステージクリアとなる。ステージ内の各所には「純色のシェガー」というアイテムが隠されており、取得すると後述の「強化スロット」で能力を強化する回数の上限を上げることができる。
敵を攻撃するごとに「トレース」という蝶のようなものが敵から放出され自動で取得する。トレースの取得数に応じて、強化可能な能力が複数表記された「強化スロット」のゲージが溜まっていき、目的の箇所に達した際にボタンを押すとゲージを全て消費した上で当該能力が強化される（ゲーム内ではこれを「インストール」と呼称）。ゲージはダメージを受けると減少し、ライフが尽きてミスになった際には初期化される。また、強化された能力はステージクリア後に元に戻る。
ステージボスの撃破後にはボスが使用していた特殊能力「テクニカルスキル」を会得する（ゲーム内ではこれを「ラーニング」と呼称）。テクニカルスキルはゲームプレイ中に任意で変更可能。使用時には強化スロットのゲージを消費する。
集めたトレースの総数は「蓄積トレース」として表示される。この蓄積トレースは、ステージ開始前の画面で行う「グロウパート」で攻撃力やライフなどの各種基本能力を上昇させる際に消費する。
本作ではゲーム開始前に複数の難易度から一つを選択するが、全ステージクリア後、難易度の高さに応じて「シェガーの欠片」（前述の「純色のシェガー」とは別物）というアイテムが一定数手に入る。これらは全ステージクリア後に開放される「シェガーショップ」で通貨のように用い、新たにゲームを始める際の恩恵の付加（いわゆる「強くてニューゲーム」）や様々なおまけモードの開放を行うことができる。シェガーの欠片は、シェガーショップ内にあるミニゲームのポーカーで役を揃えることでも増やせる。
Nintendo SwitchとSteamで発売されたリメイク版（Steam版タイトルは『魔神少女 -Chronicle 2D ACT- Renovation』）では主に以下の要素が追加・変更されている。
- ドット絵で描かれていた部分が全てイラストになり、キャラクターイラストとUIも変更（設定変更によりドット絵や旧イラスト・UIにすることも可能）。
- 続編の『魔神少女 エピソード2 -願いへの代価-』で搭載されていた「キャパシティ」システムの採用（詳細は当該記事参照）。
- 全ステージクリア後に追加される「ミュージアム」で、シリーズ公式サイト掲載の漫画「魔神少女マンガ劇場」の一部とアニメ「魔神少女アニメ劇場」2作品、および新規アニメが閲覧可能。
- 全ステージクリア後にプレイできるミニゲームとして、従来のポーカーのほかに以下のゲームを追加。
  - テキヨケランナー - 右向きに走り続ける操作キャラクターを上中下3つのレーンで移動させ敵をよけつつシェガーを入手する。派生作品の『ブレイブダンジョン』収録のものとほぼ同じシステム。
  - ブロッククズシ - 一般的なブロックくずしだが、シェガーを消費することでバーの伸長やボール数の増加、補助魔法の使用などが可能となる。
- Steam版で2020年1月24日に、Nintendo Switch版で2月11日に配信された有料DLCにより、『魔神少女 エピソード3 -勇者と愚者-』のキャラクター「デイ」がボスとして登場する高難度ステージが追加。

## 用語
以下の用語のうち、「ビータス」「シェガー」「トレース」はINSIDE SYSTEMが手掛ける『東方Project』の同人ゲームでも用いられている。
ビータス
本作を含むシリーズ作品の舞台となる世界。ジズーらにより創造された。
オールド諸島
本作の舞台となる国家。魔力を秘めた鉱石「シェガー」が多く産出され、その研究も盛んに行われている。ビータスの中でも長い歴史を持つが、近年では経済の停滞が問題となっている。
ラジール
オールド諸島と敵対関係にある国家。
人間族 / 魔物族 / 獣人族
ビータスでは、魔法を自力で使えない種族「人間族」、魔法を使える種族「魔物族」が人口の多くを占め、両方の血をひく種族「獣人族」が僅かに存在する。かつては魔物族が人間族を支配していたが、人間族が「シェガー」の力で魔法を使うようになってからは対等な関係を保っている。
シェガー
人間族が魔法を使う際に必要な鉱石。多くの学者の研究によってシェガーからの魔力抽出に成功し、現在では人間族が生活する上で必要不可欠なものとなっている。シェガーの一種である「純色のシェガー」は魔力を無限に生み出すといわれる。
トレース
魔力を開放した際に現れる蝶のような輪郭の暗い光。人間族はシェガーからトレースを取り込むことで魔法の使用が可能になる。一方で魔物族は自身の体内でトレースを生成できるため、シェガーに頼らずとも魔法が使える。ジズーは相手が持つトレースを奪う能力を持っている。

## 登場人物
ジズー・オリンピア (Zizou Olympia)
声 - 手登根優貴、やびくかりん（リメイク版アニメ）
魔の力を管理する魔神。オールド諸島で発生したシェガー消失事件を解決するため下界に降り立つ。この際、偶然街中にいたラジールの姫娘リーバの服装をラーニングし旅芸人のような姿になる。
画面端まで直進する光弾「ライナーショット」と、発射直後に山なりの軌道を描いた後に揺れながら直進する星型の弾「コメット」を攻撃に用いる。また前述のように、各種ボスキャラクターからラーニングしたテクニカルスキルも駆使する。
なお、「ジズー」というキャラクターは以前のINSIDE SYSTEM制作の同人ゲームで敵として登場しているが、今作ではデザインが一新されている。
クリンスィー (Klinsy)
声 - 手登根優貴
国家図書館である「天園図書館」に勤める司書。シェガーの応用研究者としても活動する若きホープ。おっとりした口調で話す。
直進して相手の前で一旦止まった後に再度直進する弾を発射するほか、相手の周囲に複数の棘を発生させて一気に攻撃する「ダイアミサイル」を用いる。
アル (Al)
声 - 天乙准花
宝を求めて世界中を冒険するトレジャーハンター。大鎌を得物にしていることから「死神」の異名を持つが、本人はこの名を嫌っている。
氷の弾を2種類の軌道で発射する攻撃や、空間に大量の氷の球体を放った後に破裂させる「ディバイドアイス」を行う。
パペルネ (Papelne)
声 - 岩本鈴花、西岡莉央（リメイク版）
貿易都市「ポーツマスシティ」の長を父に持つ獣人族の少女。人間族に対して排他的な態度をとる。
相手に向かって突進し手に装着した巨大な鉤爪で引っ掻く攻撃や上方から火弾を降らせる攻撃に加え、一定間隔の地点から光弾を上方に発射する「グラウンドインパクト」を用いる。
ブラッド (Blad)
声 - 天乙准花
情報屋として世界の様々な情報を売買している女子学生。おっちょこちょいな一面もある。
巨大なリングを用いた多様な攻撃を行う。投射後しばらくしてから分裂するリングの使用やリングを放射状に高速で大量発射する攻撃などのほか、「バウンドリング」は斜めに放出したリングが画面端で反射する。
ソラ (Sola)
声 - 間桜子、羽澄愛（リメイク版）
名門校「チェルシー魔法学園」に他国から留学している貴族出身の女子学生。学園ではシェガーの魔法活用を専攻。ペットの「チュロス」が周囲を飛び回っている。
空中に撒いた光の粒が金平糖型の弾となり落下する攻撃や空中に浮上してからのミサイル型光弾の大量発射、相手に向かってゆっくり直進する氷柱の召喚を行う。体力が減少してから用いる「サークルクロン」は直線状に並んだ複数の赤と青の玉が周囲で数回回転した後に飛び散る。
ストイ (Stoj)
声 - めろこ。
オールド諸島の島の一つ「ベルファ島」に住む魔物族の少女。背中に生えた妖精のような羽を羽ばたかせ宙に浮いている。幼い見た目ながら老人語を用いて話す。
空中を飛ぶ敵を大量召喚する魔法陣や相手を引き込む渦巻きを創り出し、直進する小さな竜巻での攻撃も行う。柱状の竜巻「アッパートルネード」を発生させる攻撃を多用する。
ヴェーリー (Verri)
声 - 天乙准花
ラジールの騎士団長。護衛している王国の姫娘リーバの命を受け、オールド諸島で強奪したシェガーが格納された遺跡の内部を見張っている。
剣身の長い大剣を武器に使用し、空中からの振り下ろしや衝撃波を放つ技「ドライブソード」などを行う。
リーバ (Riva)
声 - 春木ひなた、純美（リメイク版アニメ）
ラジールの姫娘。旅芸人の扮装でオールド諸島を巡ってシェガーを奪い国力の減退をもくろむ。
複数の剣を上方から落とす「ソードレイン」と蛇のように連なりジズーを追尾する小さい光弾群の発射を組み合わせて攻撃する。撃破後はシェガーの力を開放して姿を変え、周囲に光弾を発射しながら様々な敵を召喚する。
ジズーで全ステージをクリアした後には操作キャラクターとして使用可能となり、プレイ時にはリーバの視点で物語が展開される。攻撃には前述の「ソードレイン」に加え、射程は短いが溜めてから発射すると高威力となる弾「コバルトファイア」を用いる。
デイ (Day)
声 - なし
仲間の裏切りに合う中で謎の空間に迷い込んだ「愚者」。リメイク版の追加ステージにボスとして登場する。
左右に火柱を放つ攻撃や特殊な軌道で飛ぶ4つの光弾による攻撃を行い、体力減少後は稲妻や大波を発生させて攻撃する。

## 挿入歌
碧い陽炎（ゲーム主題歌）
作詞：綾菓、作曲・編曲：来兎、歌：手登根優貴
まえむきでいず（アニメ主題歌）
作詞・作曲：来兎、歌：聖奈

## 開発
本作が開発される前、発売元のフライハイワークスからINSIDE SYSTEMに対しゲーム開発の依頼があった。これを受けINSIDE SYSTEMは、二人の14歳の少女・エメラルドとルビーをメインキャラクターとするニンテンドー3DS用2Dアクションゲーム『翠玉の少女（仮）』の企画を立案し、2012年8月に企画書を作成した。しかし、INSIDE SYSTEMが時間を確保できなかったことから、この企画はお蔵入りとなった。
その後、本作の開発が開始。当初は半年ほどで完成する予定だったが、グラフィックの点数の増加や声優の起用などの改良を加えた関係で期間が延び、結果的におよそ10か月後に完成した。